# جوائز بطولة أمم أوروبا
جوائز بطولة أمم أوروبا لكرة القدم هي مجموعة من الجوائز يتم منحها عند نهاية كل بطولة، ويقوم الاتحاد الأوروبي لكرة القدم بتوزيع الجوائز على اللاعبين والمنتخبات الذين تميزوا في البطولة.

## الجوائز
يوجد حاليًا خمس جوائز تُمنح بعد البطولة، وجائزة واحدة خلال البطولة:
- لاعب البطولة تُمنح لأفضل لاعب، ومُنحت لأول مرة في 1996.
- الحذاء الذهبي (يُسمّى حاليًا حذاء أديداس الذهبي) تُمنح لأكثر لاعب سجل أهداف في البطولة.
  - الحذاء الفضي (يُسمّى حاليًا حذاء أديداس الفضي) تُمنح لأكثر ثاني لاعب سجل أهداف في البطولة.
  - الحذاء البرونزي (يُسمّى حاليًا حذاء أديداس البرونزي) تُمنح لأكثر ثالث لاعب سجل أهداف في البطولة.
- أفضل لاعب شاب في البطولة (تُسمّى حالياً جائزة سوكار لأفضل لاعب شاب في البطولة) تُمنح لأفضل لاعب يقل عمره عن 21 سنة، ومنحت لأول مرة في 2016.
- جائزة رجل المباراة تُمنح في كل مباراة في البطولة لأفضل لاعب في المباراة، ومُنحت لأول مرة في 1996.
- فريق البطولة تُمنح لأفضل 11 لاعب في البطولة حسب كل مركز.

## لاعب البطولة
يتم تقديم جائزة أفضل لاعب في البطولة لأفضل لاعب في كل نسخة من بطولة أمم أوروبا منذ عام 1996.
نشر الاتحاد الأوروبي لكرة القدم على موقعه على الإنترنت «أفضل لاعب في البطولة» في أعوام 1984 و1988 و1992. الفائزون هم ميشيل بلاتيني وماركو فان باستن وبيتر شمايكل على التوالي. ومع ذلك، فإن هؤلاء الفائزين غير رسميين.
| النسخة                | اللاعب             | م.    |
| --------------------- | ------------------ | ----- |
| إنجلترا 1996          | ماتياس زامر        | [ 2 ] |
| بلجيكا وهولندا 2000   | زين الدين زيدان    | [ 3 ] |
| البرتغال 2004         | ثيودوروس زاغوراكيس | [ 4 ] |
| النمسا وسويسرا 2008   | تشافي              | [ 5 ] |
| بولندا وأوكرانيا 2012 | أندريس إنييستا     | [ 6 ] |
| فرنسا 2016            | أنطوان غريزمان     | [ 7 ] |
| أوروبا 2020           | جانلويجي دوناروما  | [ 8 ] |
| ألمانيا 2024          | رودري              |       |

1. ↑  11 دولة: أذربيجان، الدنمارك، إنجلترا، ألمانيا، المجر، إيطاليا، هولندا، رومانيا، روسيا، اسكتلندا و‌إسبانيا.

## الحذاء الذهبي
جائزة الحذاء الذهبي تذهب إلى أكثر لاعب سجل أهداف لكل نسخة من بطولة أمم أوروبا.
إذا كان هناك أكثر من لاعب واحد لديه نفس العدد من الأهداف، فمنذ عام 2008 تذهب الجائزة إلى اللاعب الذي مرر أكبر عدد من التمريرات الحاسمة. وإذا كان لا يزال هناك أكثر من لاعب واحد، فإنها تذهب إلى اللاعب الذي لعب أقل عدد من الدقائق.
| النسخة                | الحذاء الذهبي                                                              | الحذاء الذهبي                 | الحذاء الفضي      | الحذاء الفضي                  | الحذاء البرونزي | الحذاء البرونزي               | م.     |
| النسخة                | اللاعب                                                                     | الأهداف                       | اللاعب            | الأهداف                       | اللاعب          | الأهداف                       |        |
| --------------------- | -------------------------------------------------------------------------- | ----------------------------- | ----------------- | ----------------------------- | --------------- | ----------------------------- | ------ |
| فرنسا 1960            | ميلان غاليتش فرانسوا هويت فالنتين إيفانوف درازين يركوفيتش فيكتور بونيدلنيك | 2                             | —                 | —                             | —               | —                             |        |
| إسبانيا 1964          | فرينيك بيني ديجو نوفاك خيسوس ماريا بيريدا                                  | 2                             | —                 | —                             | —               | —                             |        |
| إيطاليا 1968          | دراغان دجاييتش                                                             | 2                             | —                 | —                             | —               | —                             |        |
| بلجيكا 1972           | غيرد مولر                                                                  | 4                             | —                 | —                             | —               | —                             |        |
| يوغسلافيا 1976        | ديتر مولر                                                                  | 4                             | —                 | —                             | —               | —                             |        |
| إيطاليا 1980          | كلاوس ألوفس                                                                | 3                             | —                 | —                             | —               | —                             |        |
| فرنسا 1984            | ميشيل بلاتيني                                                              | 9                             | —                 | —                             | —               | —                             |        |
| ألمانيا الغربية 1988  | ماركو فان باستن                                                            | 5                             | —                 | —                             | —               | —                             |        |
| السويد 1992           | دينيس بيركامب توماس برولين هنريك لارسون كارل-هاينتس ريدله                  | 3                             | —                 | —                             | —               | —                             |        |
| إنجلترا 1996          | آلان شيرر                                                                  | 5                             | —                 | —                             | —               | —                             |        |
| بلجيكا وهولندا 2000   | باتريك كلويفرت سافو ميلوشيفيتش                                             | 5                             | —                 | —                             | —               | —                             |        |
| البرتغال 2004         | ميلان باروش                                                                | 5                             | —                 | —                             | —               | —                             |        |
| النمسا وسويسرا 2008   | دافيد فيا                                                                  | 4                             | —                 | —                             | —               | —                             |        |
| بولندا وأوكرانيا 2012 | فرناندو توريس                                                              | 3 أهداف، 1 صناعة (189 دقائق)  | ماريو غوميز       | 3 أهداف، 1 صناعة (282 دقائق)  | ألان دزاغويف    | 3 أهداف، 0 صناعة (253 دقائق)  | [ 9 ]  |
| فرنسا 2016            | أنطوان غريزمان                                                             | 6 أهداف، 2 صناعة (555 دقائق)  | كريستيانو رونالدو | 3 أهداف، 3 صناعة (625 دقائق)  | أوليفيه جيرو    | 3 أهداف، 2 صناعة (456 دقائق)  | [ 10 ] |
| أوروبا 2020           | كريستيانو رونالدو                                                          | (5 أهداف، 1 صناعة، 360 دقائق) | باتريك شيك        | (5 أهداف، 0 صناعة، 404 دقائق) | كريم بنزيما     | (4 أهداف، 0 صناعة، 349 دقائق) | [ 11 ] |
| ألمانيا 2024          | داني أولمو                                                                 | (3 أهداف، 2 صناعة، 432 دقائق) | —                 | —                             |                 |                               |        |

## أفضل لاعب شاب في البطولة
تُمنح جائزة أفضل لاعب شاب في البطولة إلى أفضل لاعب في البطولة يبلغ من العمر 22 عامًا على الأكثر. ومُنحت الجائزة لأول مرة في بطولة أمم أوروبا 2016.
| النسخة       | اللاعب        | العمر | م.     |
| ------------ | ------------- | ----- | ------ |
| فرنسا 2016   | ريناتو سانشيز | 18    | [ 12 ] |
| أوروبا 2020  | بيدري         | 18    | [ 13 ] |
| ألمانيا 2024 | لامين يامال   | 17    |        |

## جائزة رجل المباراة
تُمنح جائزة رجل المباراة لأفضل لاعب في كل مباراة في البطولة. ومُنحت لأول مرة في 1996.
| النسخة                | أكثر اللاعبين فوزًا بجائزة رجال المباراة                                                                        | الفوز |
| --------------------- | --- | ----- |
| إنجلترا 1996          | خريستو ستويتشكوف ديفيد سيمان ماتياس زامر كارل بوبورسكي                                                         | 2     |
| بلجيكا وهولندا 2000   | إريك ميكلاند تييري هنري لويس فيغو زين الدين زيدان فرانشيسكو توتي                                               | 2     |
| البرتغال 2004         | مايكل بالاك رود فان نيستلروي ميلان باروش ثيودوروس زاغوراكيس زين الدين زيدان                                    | 2     |
| النمسا وسويسرا 2008   | ويسلي سنايدر دافيد فيا أندري أرشافين                                                                           | 2     |
| بولندا وأوكرانيا 2012 | أندريس إنييستا أندريا بيرلو                                                                                    | 3     |
| فرنسا 2016            | ديميتري باييت أنطوان غريزمان كريستيانو رونالدو ريناتو سانشيز إدين هازارد أندريس إنييستا غرانيت تشاكا           | 2     |
| أوروبا 2020           | سيرجيو بوسكيتس فيديريكو كييزا دينزل دومفريس هاري كين روميلو لوكاكو ليوناردو سبيناتسولا                         | 2     |
| ألمانيا 2024          | كيفن دي بروين كريستيان إريكسن نيكو ويليامز نغولو كانتي ستانيسلاف لوبوتكا غرانيت تشاكا جود بيلينغهام كودي خاكبو | 2     |

إجمالي الجوائز
اعتبارًا من نهاية بطولة أمم أوروبا 2024
| # | اللاعب              | البلد    | الفوز | الجوائز حسب النسخ      |
| - | ------------------- | -------- | ----- | ---------------------- |
| 1 | أندريس إنييستا      | إسبانيا  | 6     | 2008، 2012، 2016       |
| 1 | كريستيانو رونالدو   | البرتغال | 6     | 2008، 2012، 2016 2020  |
| 3 | غرانيت تشاكا        | سويسرا   | 5     | 2016، 2020، 2024       |
| 4 | أندريا بيرلو        | إيطاليا  | 4     | 2008، 2012             |
| 4 | زين الدين زيدان     | فرنسا    | 4     | 2000، 2004             |
| 4 | لوكا مودريتش        | كرواتيا  | 4     | 2008، 2016، 2020، 2024 |
| 7 | مايكل بالاك         | ألمانيا  | 3     | 2004، 2008             |
| 7 | فيديريكو كييزا      | إيطاليا  | 3     | 2020، 2024             |
| 7 | كيفن دي بروين       | بلجيكا   | 3     | 2020، 2024             |
| 7 | كريستيان إريكسن     | الدنمارك | 3     | 2020، 2024             |
| 7 | لويس فيغو           | البرتغال | 3     | 2000، 2004             |
| 7 | زلاتان إبراهيموفيتش | السويد   | 3     | 2004، 2008، 2012       |
| 7 | مسعود أوزيل         | ألمانيا  | 3     | 2012، 2016             |
| 7 | بيبي                | البرتغال | 3     | 2008، 2012، 2016       |

## فريق البطولة
فريق البطولة هو فريق مكوّن من أفضل اللاعبين في كل نسخة من بطولة أمم أوروبا. من عام 1960 حتى عام 1992، تم اختيار 11 لاعبا فقط. في عام 1996، تم رفع هذا العدد إلى 18 لاعباً، وفي عام 2000 تم زيادته إلى 22 لاعباً. ومن عام 2004 حتى عام 2012، تم اختيار 23 لاعبًا. في عام 2016، تم تغيير الشكل مرة أخرى إلى 11 لاعبًا.
| النسخة                                      | الحارس                                      | الدفاع                                                                                             | الوسط | الهجوم                                                                                                  | م.     |
| ------------------------------------------- | ------------------------------------------- | -------------------------------------------------------------------------------------------------- | --- | --- | ------ |
| فرنسا 1960 (11 لاعب في التشكيلة)            | ليف ياشين                                   | فلاديمير دركوفيتش لاديسلاف نوفاك                                                                   | إيغور نيتو يوسيف ماسوبست فالنتين إيفانوف دراغوسلاف سيكولاراك بورا كوستيتش                                                             | سلافا ميتريفيلي ميلان غاليتش فيكتور بونيدلنيك                                                           |        |
| إسبانيا 1964 (11 لاعب في التشكيلة)          | ليف ياشين                                   | فيليسيانو ريفيلا ديجو نوفاك فرناندو أوليفيلا                                                       | إغناسيو زوكو أمانسيو أمارو فالنتين إيفانوف خيسوس ماريا بيريدا                                                                         | فرينيك بيني فلوريان ألبرت لويس سواريز                                                                   |        |
| إيطاليا 1968 (11 لاعب في التشكيلة)          | دينو زوف                                    | ميرساد فازلاغيتش جاشينتو فاكيتي بوبي مور ألبرت شيسترنيوف                                           | دراغان دجاييتش أنجلو دومنغيني ساندرو ماتسولا إيفيكا أوسيم                                                                             | جيوف هورست لويجي ريفا                                                                                   |        |
| بلجيكا 1972 (11 لاعب في التشكيلة)           | إفيغيني روداكوف                             | ريفاز دزودزواشفيلي بول برايتنر مورتاز خورتسيلافا فرانتس بكنباور                                    | هربرت فيمر أولي هونيس غونتر نيتزر | يوب هاينكس غيرد مولر راوول لامبرت                                                                       |        |
| يوغسلافيا 1976 (11 لاعب في التشكيلة)        | إيفو فيكتور                                 | يان بيفارنيك رود كرول فرانتس بكنباور أنتون أوندروس                                                 | ياروسلاف بولاك راينر بونهوف دراغان دجاييتش أنتونين بانينكا                                                                            | زدينيك نيهودا ديتر مولر                                                                                 |        |
| إيطاليا 1980 (11 لاعب في التشكيلة)          | دينو زوف                                    | كلاوديو جينتيلي كارلهاينز فورستر غايتانو شيريا هانز بيتر بريغل                                     | يان كويلمانس ماركو تارديلي بيرند شوستر هانسي مولر                                                                                     | كارل-هاينتس رومنيغه هورست هروبيش                                                                        |        |
| فرنسا 1984 (11 لاعب في التشكيلة)            | هارالد شوماخر                               | جواو بينتو كارلهاينز فورستر مورتن أولسن أندرياس بريمه                                              | فيرناندو تشالانا جان تيغانا ميشيل بلاتيني فرانك أرنسن                                                                                 | رودي فولر ألاين غيريسي                                                                                  |        |
| ألمانيا الغربية 1988 (11 لاعب في التشكيلة)  | هانس فان بروكيلين                           | جوزيبي بيرغومي فرانك ريكارد رونالد كومان باولو مالديني                                             | رود خوليت يان ووترس جوزيبي جانيني لوتار ماتيوس                                                                                        | ماركو فان باستن جانلوكا فيالي                                                                           |        |
| السويد 1992 (11 لاعب في التشكيلة)           | بيتر شمايكل                                 | جوكيلين أنغلوما لوران بلان أندرياس بريمه يورغن كوهلر                                               | شتيفان إيفنبرغ رود خوليت توماس هسلر بريان لاودروب                                                                                     | ماركو فان باستن دينيس بيركامب                                                                           |        |
| إنجلترا 1996 (18 لاعب في التشكيلة)          | ديفيد سيمان أندرياس كوبكه                   | رادوسلاف لاتال [الإنجليزية] لوران بلان مارسيل ديسايي ماتياس زامر باولو مالديني                     | ديديه ديشان ستيف ماكمانامان بول غاسكوين روي كوستا كارل بوبورسكي ديتر آيلتس                                                            | آلان شيرر خريستو ستويتشكوف دافور شوكر يوري دجوركاييف بافل كوكا                                          | [ 18 ] |
| بلجيكا وهولندا 2000 (22 لاعب في التشكيلة)   | فرانشيسكو تولدو فابيان بارتيز               | ليليان تورام لوران بلان مارسيل ديسايي أليساندرو نيستا فابيو كانافارو باولو مالديني فرانك دي بور    | باتريك فييرا زين الدين زيدان لويس فيغو روي كوستا إدغار ديفيدز ديميتريو ألبرتيني بيب غوارديولا                                         | تييري هنري باتريك كلويفرت نونو غوميش راؤول فرانشيسكو توتي سافو ميلوشيفيتش                               | [ 18 ] |
| البرتغال 2004 (23 لاعب في التشكيلة)         | بيتر تشيك أنتونيوس نيكوبوليديس              | أشلي كول سول كامبل ريكاردو كارفاليو ترايانوس ديلاس أولوف ميلبيرغ يوركاس سيتاريديس جانلوكا زامبروتا | فرانك لامبارد مايكل بالاك لويس فيغو مانيش بافل نيدفيد ثيودوروس زاغوراكيس زين الدين زيدان                                              | واين روني ميلان باروش هنريك لارسون يون دال توماسون رود فان نيستلروي أنجيلوس خاريستياس كريستيانو رونالدو | [ 19 ] |
| النمسا وسويسرا 2008 (23 لاعب في التشكيلة)   | جانلويجي بوفون إيكر كاسياس أدوين فان در سار | جوزيه بوسينغوا فيليب لام كارلوس مارتشينا بيبي كارليس بويول يوري جيركوف                             | حميد ألتينتوب لوكا مودريتش ماركوس سينا تشافي كونستانتين زيريانوف مايكل بالاك سيسك فابريغاس أندريس إنييستا لوكاس بودولسكي ويسلي سنايدر | أندري أرشافين رومان بافليوتشينكو فرناندو توريس دافيد فيا                                                | [ 20 ] |
| بولندا وأوكرانيا 2012 (23 لاعب في التشكيلة) | جانلويجي بوفون إيكر كاسياس مانويل نوير      | جيرارد بيكيه فابيو كوينتراو فيليب لام بيبي سيرخيو راموس جوردي ألبا                                 | ستيفن جيرارد دانييلي دي روسي تشافي أندريس إنييستا سامي خضيرة سيرجيو بوسكيتس مسعود أوزيل أندريا بيرلو تشابي ألونسو                     | ماريو بالوتيلي سيسك فابريغاس كريستيانو رونالدو زلاتان إبراهيموفيتش دافيد سيلفا                          | [ 21 ] |
| فرنسا 2016 (11 لاعب في التشكيلة)            | روي باتريسيو                                | يوزوا كيميش جيروم بواتينغ بيبي رافاييل غيريرو                                                      | توني كروس جو ألين أنطوان غريزمان آرون رامزي ديميتري باييت                                                                             | كريستيانو رونالدو                                                                                       | [ 22 ] |
| أوروبا 2020 (11 لاعب في التشكيلة)           | جانلويجي دوناروما                           | كايل ووكر ليوناردو بونوتشي هاري ماغواير ليوناردو سبيناتسولا                                        | بيير-إيميل هويبيرغ جورجينيو بيدري | فيديريكو كييزا روميلو لوكاكو رحيم ستيرلينغ                                                              | [ 23 ] |
| ألمانيا 2024 (11 لاعب في التشكيلة)          | مايك ماينان                                 | كايل ووكر مانويل أكانجي وليم صليبا مارك كوكورييا                                                   | داني أولمو رودري فابيان رويز | لامين يامال جمال موسيالا نيكو ويليامز                                                                   |        |

## فريق بطولة أمم أوروبا التاريخي
في يونيو 2016، قبل بطولة أمم أوروبا 2016 في فرنسا، نشر الاتحاد الأوروبي لكرة القدم أفضل فريق في تاريخ البطولة. تم اختيار الفريق الفائز بناءً على نتائج التصويت على موقع البطولة EURO2016.com و وتويتر. وتضمن هذا التصويت 50 لاعب لهم أرث في بطولة أمم أووبا. كان على المرشحين أن يلبوا على الأقل اثنين من المعايير الأربعة التالية:
- أن يكون قد لعب في نصف النهائي على الأقل
- أن يكون تم اختياره في فريق البطولة
- أن يكون قد أنهى البطولة كهدّاف
- أن تكون له لحظة خالدة في البطولة

الحراس
- ليف ياشين
- جانلويجي بوفون
- إيكر كاسياس

الدفاع
- باولو مالديني
- كارليس بويول
- مورتاز خورتسيلافا
- فرانتس بكنباور
- بوبي مور
- رونالد كومان
- فيليب لام
- لوران بلان
- جاشينتو فاكيتي
- سيرخيو راموس

الوسط
- أندريس إنييستا
- تشافي
- زين الدين زيدان
- ميكال ميسخي
- رود خوليت
- سيرجيو بوسكيتس
- سيسك فابريغاس
- ميشيل بلاتيني
- لويس فيغو
- ساندرو ماتسولا
- بول غاسكوين

الهجوم
- كريستيانو رونالدو
- تييري هنري
- ماركو فان باستن
- غيرد مولر
- دافيد فيا
- لويس سواريز ميرامونتيس
- خريستو ستويتشكوف
- باتريك كلويفرت
- آلان شيرر